# I Need a Doctor
Singles de Dr. Dre
Kush
(2010) Die Hard
(2011)
Singles par Eminem
That's All She Wrote
(2010) Space Bound
(2011)
I Need a Doctor est une chanson de Dr. Dre, sortie single en 2011. Le morceau contient les participations d'Eminem et Skylar Grey.

## Historique
La première version officielle du titre est présentée sur le site officiel de Dre. Le titre est produit par le Britannique Alex da Kid, qui a déjà collaboré avec Eminem pour Love the Way You Lie et Love the Way You Lie (Part II) avec Rihanna. Alex da Kid décrit sa collaboration avec Dr. Dre :

« C'était hallucinant. Il est l'un de mes producteurs préférés de tous les temps. Chacun sait à quel point il est perfectionniste : il travaille sur son album depuis 11 ans. Et en faire partie (...) je ne peux pas décrire comment je me sens ! »

— Alex da Kid, MTV News
Eminem réalise les deux premiers couplets alors que la chanteuse Skylar Grey chante le refrain. Dre s'occupe du 3e et dernier couplet. Skylar Grey explique qu'Eminem a écrit les couplets en 2 heures,.

## Paroles
Dans ses deux couplets Eminem parle de son rapport avec Dr. Dre, qu'il considère comme son mentor. Il le remercie de l'avoir découvert et de l'avoir soutenu à ses débuts, alors que personne d'autre ne croyait en lui. Dre parle quant à lui de son retour et du fait qu'Eminem soit l'un des rares à l'avoir soutenu, notamment à la mort de son fils Andre Jr en 2008.

## Clip
Le clip a été dirigé par Allen Hughes, réalisateur des films Menace II Society et Le Livre d'Eli.
Le clip montre Dr. Dre en 2001 au bord d'une falaise. Il se remémore sa vie (ses débuts en tant que DJ, son groupe N.W.A., sa famille, Tupac, Eminem, Snoop Doggy Dogg ...). Perturbé, il repart au volant de sa Ferrari et accélère. Il a un terrible accident...
Quelques années plus tard, Eminem est à son chevet et se remémore à son tour ses débuts, lorsque Dre l'a découvert. Une sorte d'ange apparaît dans le laboratoire où est le corps de Dre. Beaucoup de docteurs tentent de le ramener à la vie.
Dr. Dre parvient à se réveiller de son coma et entame une longue rééducation à l'aide de Pam & Pogo, un robot développé à Université de Californie à Irvine.
À la fin du clip, il se rend sur la tombe d'Eric Lynn Wright, qui n'est autre qu'Eazy-E, son ancien compère de N.W.A. avec lequel il s'était brouillé.
L'actrice canadienne Estella Warren apparaît également dans le clip, dans une sorte de créature fantôme, en suspension dans le laboratoire.
Quant à Skylar Grey, elle est habillée en blouse blanche et fait partie du corps médical. Elle porte des lunettes dans le clip.

## Interprétation en direct
Dr. Dre, Eminem et Skylar Grey ont interprété le titre durant les Grammy Awards 2011 dans un medley de Love the Way You Lie (Part II)" avec Rihanna et Adam Levine.

## Classements
| Classement (2011)               | Meilleure position |
| ------------------------------- | ------------------ |
| Australie (ARIA)                | 27                 |
| Australie (ARIA Urban Singles)  | 9                  |
| Autriche (Ö3 Austria Top 40)    | 64                 |
| Belgique (Flandre Ultratip 100) | 6                  |
| Belgique (Wallonie Ultratip 50) | 16                 |
| Canada (Billboard Hot 100)      | 8                  |
| Danemark (Tracklisten)          | 30                 |
| France (SNEP)                   | 47                 |
| Irlande (IRMA)                  | 20                 |
| Pays-Bas (Single Top 100)       | 55                 |
| Nouvelle-Zélande (RIANZ)        | 34                 |
| Suisse (Schweizer Hitparade)    | 33                 |
| Royaume-Uni (UK Singles Chart)  | 11                 |
| Royaume-Uni (UK R&B Chart)      | 3                  |
| États-Unis (Billboard Hot 100)  | 4                  |